# 八幡町立相生小学校相生分校
八幡町立相生小学校相生分校（はちまんちょうりつ あいおいしょうがっこう　あいおいぶんこう）は、かつて岐阜県郡上郡八幡町（現・郡上市）に存在した公立小学校の分校。

## 概要
- 相生小学校の分校であり、八幡町相生（旧・相生村）の西部（長良川支流の亀尾島川の上流部）が校区であった。1970年廃校。1948年から1959年までは八幡町立相生中学校相生分校を併設していた。
- 木造2階建の校舎は廃校後、亀尾島公民館として転用されていたが、廃墟となっている。

## 沿革
相生分校（相生分教場）として開校したのは1909年である。ここではそれ以前についても記述する。
- 1874年（明治7年） - 亀尾島村に亀島義校が開校。
- 1875年（明治8年） - 腰細村、鈴原村、亀尾島村、寺本村、福手村、門原村が合併し、相生村が発足。
- 1880年（明治13年） - 相生学校に統合される。
- 1897年（明治30年）4月1日 - 相生村、西乙原村、那比村、稲成村、吉野村、安久田村が合併し、相生村が発足。
- 1909年（明治42年）3月 - 相生村大字亀尾島に相生尋常小学校相生分教場を設置。尋常科1～6年生の児童が通学する。
- 1941年（昭和16年）4月1日 - 相生国民学校相生分教場に改称する。
- 1947年（昭和22年）4月1日 - 相生村立相生小学校相生分校に改称する。
- 1954年（昭和29年）
  - 　12月10日 - 現在地に新築移転。
  - 12月15日 - 八幡町、相生村、川合村、口明方村、西和良村が合併し、八幡町が発足。同時に八幡町立相生小学校相生分校に改称する。
- 1970年（昭和45年）3月 - 廃止。